# Rella

Peces d'una arada: 1. Puntal corb (Dental) 2. Cameta 3. Dispositiu regulador d'altura. 4. Ganiveta. 5. Punta 6. Rella 7. Orellons

La rella és la peça de l'arada que fa la funció de tallant horitzontal del sòl.
A l'agricultura, la rella és un component d'una arada. Es tracta d'una fulla metàl·lica que trenca el perfil del sòl per causa d'una força exterior. Aquesta peça de forma trapezoïdal va precedida normalment d'altres peces que completen l'acció de tallat amb la de remenar o capgirar la massa edàfica.
En les arades modernes, la rella o parts de la rella són desmuntables per a una fàcil substitució quan es desgasten o es trenquen. La unió entre les peces és filetada.
La rella, modernament, també és la part extrema de la pala d’una excavadora formada per unes urpes curtes o per una làmina tallant, que serveix per a penetrar dins la terra i arrossegar-la o omplir-ne la cullera.